# Großer Koppenkarstein
Großer Koppenkarstein är ett berg i Österrike.   Det ligger i distriktet Gmunden och förbundslandet Oberösterreich, i den centrala delen av landet, 220 km väster om huvudstaden Wien. Toppen på Großer Koppenkarstein är 2 346 meter över havet.
Terrängen runt Großer Koppenkarstein är bergig norrut, men söderut är den kuperad. Närmaste större samhälle är Schladming, 8,6 km söder om Großer Koppenkarstein. 
Trakten runt Großer Koppenkarstein består i huvudsak av gräsmarker. Runt Großer Koppenkarstein är det ganska glesbefolkat, med 25 invånare per kvadratkilometer.